# Wahala
Wahala est un village situé dans la région des plateaux au Togo. Il est le chef-lieu du canton de Wahala, dans la Préfecture de Haho.

## Géographie
Wahala est situé à environ 112 km au nord-est de Lomé, la capitale du Togo. Ses coordonnées géographiques sont 7° 10′ 34″ N, 1° 09′ 46″ E.

## Histoire
Wahala est connu pour son importance historique, notamment en lien avec la Première Guerre mondiale. Un cimetière militaire se trouve à proximité, où repose le lieutenant britannique George Masterman Thompson, le premier officier britannique tué dans la campagne du Togo en 1914.

## Administration
Wahala est le siège du canton de Wahala, qui fait partie de la Préfecture de Haho. La région est principalement peuplée par les ethnies Ewé et Adja.

## Économie
L'économie locale repose essentiellement sur l’agriculture, notamment la culture du coton, de l’arachide et d’autres cultures vivrières.

## Culture et Religion
Le village compte plusieurs lieux de culte, dont des églises chrétiennes. En 2021, la Immanuel Baptist Church a été construite avec le soutien de l'organisation Operation Light.